# ИФАФ Лига шампиона 2014.
ИФАФ Лига шампиона 2014. је била прва сезона Лиге шампиона у америчком фудбалу. У такмичењу је учествовало тринаест клубова из десет земаља: три из Француске, два из Шведске, а по један из Данске, Финске, Аустрије, Италије, Турске, Велике Британије, Шпаније и Србије. Првак је постала екипа Рустерса Хелсинки из Финске.
Сезона је почела 12. априла утакмицама првог кола. Играло се по једнокружном систему.

## Тимови и групе
Тимови су подељени у четири групе, према географској (регионалној) припадности. Групе Север и Западу имају четири, Југ три, а Исток две екипе.
| Група Север                                                                  | Група Југ                                                | Група Исток                      | Група Запад                                                      |
| ---------------------------------------------------------------------------- | -------------------------------------------------------- | -------------------------------- | ---------------------------------------------------------------- |
| Крусејдерси Карлстад Тауерси Копенхаген Рустерси Хелсинки Блек најтси Еребро | Блек пантерси Тонон Блу девилси Синеплекс Пантерси Парма | Султанси Истанбул Вукови Београд | Дофинси Ница Блиц Лондон Пијунеси Лоспиталет Темплијерси Еленкур |

## Резултати[2]
| Датум          | Клуб                | Клуб                  | Резултат |
| -------------- | ------------------- | --------------------- | -------- |
| 12. април 2014 | Блек пантерси Тонон | Блу девилси Синеплекс | 77:6     |

| Датум       | Клуб                  | Клуб                | Резултат |
| ----------- | --------------------- | ------------------- | -------- |
| 3. мај 2014 | Крусејдерси Карлстад  | Тауерси Копенхаген  | 34:24    |
| 3. мај 2014 | Блек најтси Еребро    | Рустерси Хелсинки   | 43:61    |
| 4. мај 2014 | Блу девилси Синеплекс | Пантерси Парма      | одл.     |
| 4. мај 2014 | Дофинси Ница          | Пијунеси Лоспиталет | 21:6     |

| Датум          | Клуб                | Клуб        | Резултат |
| -------------- | ------------------- | ----------- | -------- |
| 19. април 2014 | Темплијерси Еленкур | Блиц Лондон | 51:14    |

| Датум        | Клуб                | Клуб                 | Резултат |
| ------------ | ------------------- | -------------------- | -------- |
| 17. мај 2014 | Рустерси Хелсинки   | Крусејдерси Карлстад | 42:30    |
| 17. мај 2014 | Тауерси Копенхаген  | Блек најтси Еребро   | 20:30    |
| 17. мај 2014 | Пијунеси Лоспиталет | Темплијерси Еленкур  | 16:34    |
| 17. мај 2014 | Блиц Лондон         | Дофинси Ница         | 34:26    |
| 18. мај 2014 | Пантерси Парма      | Блек пантерси Тонон  | 41:45    |
| 18. мај 2014 | Вукови Београд      | Султанси Истанбул    | 39:6     |

## Табеле[5]
| Група Север             | И | Д | И | ДГ  | ПГ | Бодови |
| ----------------------- | - | - | - | --- | -- | ------ |
| 1. Рустерси Хелсинки    | 2 | 2 | 0 | 103 | 73 | 6      |
| 2. Крусејдерси Карлстад | 2 | 1 | 1 | 64  | 66 | 3      |
| 3. Блек најтси Еребро   | 2 | 1 | 1 | 73  | 81 | 3      |
| 4. Тауерси Копенхаген   | 2 | 0 | 2 | 44  | 64 | 0      |

| Група Југ                | И | Д | И | ДГ  | ПГ | Бодови |
| ------------------------ | - | - | - | --- | -- | ------ |
| 1. Блек пантерси Тонон   | 2 | 2 | 0 | 122 | 47 | 3      |
| 2. Пантерси Парма        | 1 | 0 | 1 | 41  | 45 | 0      |
| 3. Блу девилси Синеплекс | 1 | 0 | 1 | 6   | 77 | 0      |

| Група Запад            | И | Д | И | ДГ | ПГ | Бодови |
| ---------------------- | - | - | - | -- | -- | ------ |
| 1. Темплијерси Еленкур | 2 | 2 | 0 | 85 | 30 | 6      |
| 2. Блиц Лондон         | 2 | 1 | 1 | 48 | 77 | 3      |
| 3. Дофинси Ница        | 2 | 1 | 1 | 47 | 40 | 3      |
| 4. Пијунеси Лоспиталет | 2 | 0 | 2 | 22 | 55 | 0      |

| Група Исток          | И | Д | И | ДГ | ПГ | Бодови |
| -------------------- | - | - | - | -- | -- | ------ |
| 1. Вукови Београд    | 1 | 1 | 0 | 39 | 8  | 3      |
| 2. Султанси Истанбул | 1 | 0 | 1 | 8  | 39 | 0      |

## Финални турнир
Финални турнир је одригран у Француској од 11. до 13. јула 2014. Учествовали су победници све четири групе. Прво су играни полуфинални мечеви, одакле су победици отишли у финале и борили се за титулу европске Лиге шампиона у америчком фудбалу.   

### Полуфинале[7]
| Датум        | Клуб                | Клуб              | Резултат |
| ------------ | ------------------- | ----------------- | -------- |
| 11. јул 2014 | Блек пантерси Тонон | Вукови Београд    | 7:19     |
| 11. јул 2014 | Темплијерси Еленкур | Рустерси Хелсинки | 37:44    |

### Финале
Финална утакамица одиграна је 13. јула 2014. на стадиону Гаја Бонифаса у Еланкуру, Француска пред око 500 гледалаца..
| Датум        | Клуб           | Клуб              | Резултат |
| ------------ | -------------- | ----------------- | -------- |
| 13. јул 2014 | Вукови Београд | Рустерси Хелсинки | 29:36    |

| Првак ИФАФ Лиге шампиона 2014. |
| ------------------------------ |
| Рустерси Хелсинки 1. титула    |